# Alcide Paganelli
Alcide Paganelli (26 de Janeiro de 1942) foi um automobilista italiano. Foi campeão do Campeonato Nacional de Rali italiano de 1970. Participou da temporada de 1970 do Campeonato Mundial de Rali, obtendo uma vitória. Disputou ambos os campeonatos pela FIAT, pilotando um Fiat 124 Sport Spider.